# Předseda vlády Grónska
Předseda vlády Grónska (grónsky: Naalakkersuisut siulittaasuat, dánsky: Landsstyreformand), oficiálně označovaný jako premiér, stojí v čele vlády Grónska, autonomního území v rámci Dánského království. Sídlí na adrese Imaneq 4 v Nuuku.
Současným premiérem je od roku 2021 Múte Bourup Egede ze strany Inuit Ataqatigiit. Předsedou vlády je obvykle předseda většinové strany v grónském parlamentu.

## Seznam premiérů a premiérek
| Pořadí | Fotografie | Jméno                 | Období vlády                        | Politická strana      |
| ------ | ---------- | --------------------- | ----------------------------------- | --------------------- |
| 1.     |            | Jonathan Motzfeldt    | 1. květen 1979 – 18. březen 1991    | Siumut                |
| 2.     |            | Lars Emil Johansen    | 18. březen 1991 – 19. září 1997     | Siumut                |
| 3.     |            | Jonathan Motzfeldt    | 19. září 1997 – 14. prosinec 2002   | Siumut                |
| 4.     |            | Hans Enoksen          | 14. prosinec 2002 – 12. červen 2009 | Siumut                |
| 5.     |            | Kuupik Kleist         | 12. červen 2009 – 5. duben 2013     | Inuitské společenství |
| 6.     |            | Aleqa Hammondová      | 5. duben 2013 – 30. září 2014       | Siumut                |
| 7.     |            | Kim Kielsen           | 30. září 2014 – 23. duben 2021      | Siumut                |
| 8.     |            | Múte Bourup Egede     | 23. dubna 2021-28. březen 2025      | Inuitské společenství |
| 9.     |            | Jens Frederik Nielsen | od 28. března 2025                  | Demokraté             |